# Rujište (gmina Boljevac)
Rujište (cyr. Рујиште) – wieś w Serbii, w okręgu zajeczarskim, w gminie Boljevac. W 2011 roku liczyła 335 mieszkańców.